# Гомогенна система

Гомогенність, гетерогенність.

Гомогенна система (від грец. Ὁμός — рівний, однаковий; грец. γένω — народжувати) — однорідна система, хімічний склад і фізичні властивості якої у всіх частинах однакові або змінюються безперервно, без стрибків (між частинами системи немає поверхонь розділу). У гомогенної системі з двох і більше хімічних компонентів кожен компонент розподілений в масі іншого у вигляді молекул, атомів, іонів. Складові частини гомогенної системи, як правило, не можна відокремити одну від одної механічним шляхом.
У гомогенних сумішах складові частини не можна знайти ні візуально, ні за допомогою оптичних приладів (за винятком поляризованого світла, за допомогою якого можна визначити, наприклад, концентрацію цукру у суміші), оскільки речовини перебувають у роздробленому стані на мікрорівні. Гомогенними сумішами є суміші будь-яких газів і істинні розчини, а також суміші деяких рідин і твердих речовин, наприклад сплави.